# Union Sportive Valenciennes-Anzin 1977-1978
Questa voce raccoglie le informazioni riguardanti l'Union Sportive Valenciennes-Anzin nelle competizioni ufficiali della stagione 1977-1978.

## Rosa
Lo sponsor tecnico per la stagione 1977-1978 è Adidas, mentre lo sponsor ufficiale è Papeteries Gaspard.
| Manica sinistra · Manica sinistra · Maglietta · Maglietta · Manica destra · Manica destra · Pantaloncini · Pantaloncini · Calzettoni · Calzettoni |

| N. |                    | Ruolo | Calciatore            |
| -- | ------------------ | ----- | --------------------- |
|    | Francia (bandiera) | P     | Christian Delachet    |
|    | Francia (bandiera) | D     | Dominique Chevalier   |
|    | Francia (bandiera) | D     | Jean-Luc Fugaldi      |
|    | Francia (bandiera) | D     | Denis Jouanne         |
|    | Algeria (bandiera) | D     | Nouredine Kourichi    |
|    | Francia (bandiera) | D     | Jean-Pierre Kuskowiak |
|    | Francia (bandiera) | D     | Jean-Jacques Laitem   |
|    | Francia (bandiera) | D     | Benoît Tihy           |
|    | Marocco (bandiera) | C     | Larbi Hazam           |
|    | Francia (bandiera) | C     | Alain Larvaron        |

| N. |                    | Ruolo | Calciatore          |
| -- | ------------------ | ----- | ------------------- |
|    | Francia (bandiera) | C     | Michel Maillard     |
|    | Polonia (bandiera) | C     | Zygmunt Maszczyk    |
|    | Francia (bandiera) | C     | Bruno Metsu         |
|    | Francia (bandiera) | C     | Philippe Piette     |
|    | Polonia (bandiera) | C     | Jan Wraży           |
|    | Francia (bandiera) | A     | Jean-Marc Giachetti |
|    | Francia (bandiera) | A     | Robert Jacques      |
|    | Francia (bandiera) | A     | Patrick Jeskowiak   |
|    | Camerun (bandiera) | A     | Roger Milla         |
|    | Francia (bandiera) | A     | Bruno Zaremba       |

## Risultati

### Coppa di Francia
| 1978 Trentaduesimi di finale | Valenciennes | 2 – 0 | Calais RUFC |  |

| 1978 Sedicesimi di finale - Andata | Olympique Avignone | 3 – 1 | Nancy |  |

| 1978 Sedicesimi di finale - Ritorno | Nancy | 2 – 0 | Olympique Avignone |  |

| 1978 Ottavi di finale - Andata | Gazélec Ajaccio | 4 – 1 | Valenciennes |  |

| 1978 Ottavi di finale - Ritorno | Valenciennes | 5 – 0 | Gazélec Ajaccio |  |

| 1978 Quarti di finale - Andata | Valenciennes | 0 – 0 | Nancy |  |

| 1978 Quarti di finale - Ritorno | Nancy | 3 – 0 | Valenciennes |  |